# Libellago
Libellago is een geslacht van libellen (Odonata) uit de familie van de Chlorocyphidae (Juweeljuffers).

## Soorten
Libellago omvat 28 soorten:
- Libellago adami Fraser, 1939
- Libellago andamanensis (Fraser, 1924)
- Libellago asclepiades (Ris, 1916)
- Libellago aurantiaca (Selys, 1859)
- Libellago balus Hämäläinen, 2002
- Libellago bisignatus (McLachlan, 1870)
- Libellago blanda (Hagen in Selys, 1853)
- Libellago celebensis van Tol, 2007
- Libellago collarti Navas, 1929
- Libellago corbeti van der Poorten, 2009
- Libellago daviesi van Tol, 2007
- Libellago dorsocyana Lieftinck, 1937
- Libellago finalis (Hagen in Selys, 1869)
- Libellago greeni (Laidlaw, 1924)
- Libellago hyalina (Selys, 1859)
- Libellago lineata (Burmeister, 1839)
- Libellago malayana St. Quentin, 1966
- Libellago manganitu van Tol, 2007
- Libellago mima Lieftinck, 1932
- Libellago naias Lieftinck, 1932
- Libellago orri Dow & Hämäläinen, 2008
- Libellago phaethon Laidlaw, 1931
- Libellago rufescens (Selys, 1873)
- Libellago semiopaca (Selys, 1873)
- Libellago stictica (Selys, 1869)
- Libellago stigmatizans (Selys, 1869)
- Libellago sumatrana (Albarda in Selys, 1879)
- Libellago xanthocyana (Selys, 1869)